# 児玉数夫
児玉 数夫（こだま かずお、1920年4月30日 - 2022年7月20日）は、日本の映画評論家。別名、玉松 徳夫（タママツ トクオ）。日本映画ペンクラブ名誉会員。

## 経歴
東京市(東京都) 赤坂区（現在の東京都港区）赤坂溜池町に生まれる。本籍は三重県伊勢市。
1941年、日本大学専門部経済科卒業後、外務省に入省し、調査部、情報局第三部に配属。
戦後は1947年にセントラル映画社に入社、のちロマンス社『フォトプレイ』日本語版・編集部他を経て、映画評論家となる。

## 著書
- 活動狂時代 三一書房 1967 (三一新書)
- 妖怪の世界 : 怪奇映画への招待 未央書房 1968
- 西部劇総覧 東都書房 1971
- 無声喜劇映画史 東京書房社 1972
- やぶにらみ映画史 : 戦後の記録 読売新聞社 1974
- 映画の味わい方 明治書院 1974 (味わい方叢書)
- 怪奇映画紳士録 明治書院 1975
- 西部劇紳士録 明治書院 1975
- 西部劇大鑑 明治書院 1976
- やぶにらみ世界娯楽映画史 戦前編 社会思想社 1978 (現代教養文庫)
- やぶにらみ世界娯楽映画史 戦後篇 社会思想社 1978 (現代教養文庫)
- 名探偵銀幕登場 時事通信社 1979
- 西部劇 : 娯楽映画の世界 社会思想社 1979 (現代教養文庫)
- ミュージカル : 娯楽映画の世界 社会思想社 1980 (現代教養文庫)
- キートン!キートン!!キートン!!! : Buster Keaton and his friends ブロンズ社 1980
- 映画を楽しむ小事典 社会思想社 1981 (現代教養文庫 ; 1052)
- 映画雑学おもしろbook 旺文社 1983 (旺文社文庫)
- 世界名女優物語 旺文社 1983 (旺文社文庫)
- 世界名優物語 旺文社 1984 (旺文社文庫)
- 世界映画エロティシズム物語 旺文社 1984 (旺文社文庫)
- 世界SF映画物語 旺文社 1985 (旺文社文庫)
- 懐しのハリウッドミュージカル黄金時代 : 映画アドでみるアメリカ・ミュージカル映画の世界 国書刊行会 1985
- ホラー映画の怪物たち 新潮社 1986 (新潮文庫)
- ヨーロッパ映画1950's : Golden age 旺文社 1987 (旺文社文庫)
- アメリカ映画1950's : Golden age 旺文社 1987 (旺文社文庫)
- 活動狂日記 : 私の映画史昭和六年～二十二年 勁草書房 1988
- リメイク映画への招待 著 時事通信社 1988
- MGM-アメリカ映画黄金時代 講談社 1988 (講談社文庫)
- ターザン 平凡社 1989
- 1940年代の洋画 河出書房新社 1989 (河出文庫)
- それはホームズから始まった:掌編ミステリー映画史 フィルムアート社 1993
- ハリウッド広告史 : Kodama collection 研究社 1994
- バスター・キートン100th あっぷる出版 1995
- ハリウッドリメイク映画物語 研究社 1995
- モンスター映画の誕生 青弓社 1996
- ハリウッド・ギャングスター ワイズ出版 1997
- 懐かしの映画女優101 新書館 2001
- 密林・南海映画美女図鑑 : 知られざるヒロインの系譜 : Kodama collection 本の友社 2004
- 西部劇大鑑 明治書院 2005
- 1930～1950年代洋画アドグラフィティガイド 明治書院 2006 (Kodama collection Hollywood advertisements ; pt.2)
- 私の映画日記 1(昭和12年-昭和26年) 右文書院 2006
- 私の映画日記 2(昭和27年-昭和32年) 右文書院 2007
- 私の映画日記 3(昭和33年-昭和37年) 右文書院 2007
- 私の映画日記 別巻 1 (懐かしのハリウッド映画スタアと脇役) 右文書院 2007
- 私の映画日記 別巻 2 (懐かしのヨーロッパ映画スタアと脇役) 右文書院 2007
- 私の映画日記 4(昭和38年-昭和42年) 右文書院 2008
- 私の映画日記 5(昭和43年-昭和47年) 右文書院 2008
- スクリーン・エロティシズム ドイツ篇 右文書院 2008
- スクリーン・エロティシズム アメリカ篇 右文書院 2008
- スクリーン・エロティシズム フランス篇 右文書院 2008
- スクリーン・エロティシズム 北欧・日本篇 右文書院 2008
- スクリーン・エロティシズム イギリス篇 右文書院 2008
- スクリーン・エロティシズム イタリア篇 右文書院 2008
- ターザン : Kodama collection Part 2 右文書院 2009
- 私の映画日記 別巻 3 (懐かしの浅草・神田) 右文書院 2009

## 共著
- 昭和映画世相史 社会思想社 1982 (現代教養文庫)　※吉田智恵男と共著